# Hispano-Suiza 12N
L' Hispano-Suiza 12N était l'un des deux nouveaux modèles de moteurs V-12 lancés en 1929 et fabriqué par la filiale française d'Hispano-Suiza. Produisant environ 485 kW (650 ch), il bénéficiait d'avancées techniques significatives par rapport à ses prédécesseurs, notamment la nitruration des cylindres et l'utilisation de chemises humides. Equipant de nombreux avions de record, il a propulsé le premier vol sans escale de l'Europe vers les États-Unis.

## Conception et développement
Aux lendemains de la Première Guerre mondiale, les premiers moteurs développés par Hispano-Suiza en temps de paix n'étaient que des évolutions de ses fameux V-8. C'est ainsi que les blocs-cylindres du modèle 8F (numéro dans la nomenclature interne du motoriste HS 42), avec leurs cotes à  140 × 150 mm d'alésage/course furent réutilisés en 1923 - 1924 pour donner des 12 cylindres soit en version moteur en W, soit en version V-12, donnant respectivement les 12G (HS 50) et 12H (HS 51), de 450 à 550 ch. Comme leurs prédécesseurs, ces moteur restaient basés sur des cylindres borgnes, c'est-à-dire fermés en partie supérieure et vissés dans des blocs constituant des chemises sèches, avec une base restant exposée à l'air ambiant. Il en était de même pour leurs évolutions 12K et 12L dont la course était portée à 170 mm, et qui étaient "donnés" pour 600 chevaux. Ne différant en rien d'autre des modèles antérieurs, ils étaient connus dans la numérotation interne du motoriste sous les références HS 50-170 et 51-170.
Parallèlement à cette évolution, le motoriste avait présenté en 1924 un moteur V-12 allégé : le  12J (HS 52) d'alésage réduit (cotes de 120 × 150 mm), qui donnait 380 ch pour 345 kg.
C'est à partir de ces 12J et 12L que dès 1929 l'ingénieur Marc Birkigt dessinait deux nouveaux moteurs, les 12M (HS 57) et 12N (HS 61). Leur évolution était radicale, avec de nouveaux blocs-cylindres descendant jusqu'aux carters et incorporant des chemises humides. Celles-ci étaient vissées en partie supérieure dans les blocs et se trouvaient en contact sur toute leur hauteur avec le liquide de refroidissement. L'étanchéité faisait appel en partie haute à des joints métalliques brevetés, et à de simples anneaux de caoutchouc en partie basse. Les nouveaux moteurs consacraient l'usage généralisé d'une course de 170 mm, mais l'abandon des chemises sèches permettait un léger accroissement de l'alésage, qui passait ainsi à 130 mm ou 150 mm pour les deux moteurs sans augmentation de la longueur des blocs.
D'autres perfectionnements étaient incorporés aux 12M et 12N, tels que les cylindres nitrurés ou les paliers ventilés (dans le carter moteur, les portées de vilebrequin étaient soutenues par des parois doubles entre lesquelles circulait l'air ambiant, assurant un refroidissement efficace des paliers).
La disposition des soupapes restait identique aux séries antérieures : parallèles et alignées, elles étaient entraînées par un arbre à cames en tête unique qui attaquait directement les tiges via un plateau vissé permettant le réglage des jeux. Au nombre de trois par banc de cylindres, les conduits d'admission se dédoublaient dans la culasse pour alimenter deux cylindres adjacents, ce qui donnait aux pipes d'échappement un très caractéristique écartement (1-2-2-1). Ces conduits étaient rejetés à l'extérieur du moteur et portaient chacun un carburateur, selon une formule déjà éprouvée depuis le 12H. Enfin, les blocs-cylindres présentaient toujours — et présenteront jusqu'aux dernières séries — le beau fini noir émaillé, initialement imposé pour obvier à la porosité des alliages d'aluminium coulés par gravité.
Avec ses cotes de 130 × 170 mm d'alésage/course, le 12 M présentait une cylindrée de 27 L et délivrait 500 ch, pendant que le 12 N, avec un alésage porté à 150 mm donnant une cylindrée de 36 L, délivrait 650 ch.
Les deux moteurs étaient présentés en différentes versions à prise directe ou à réducteur. Ce dernier, aisément démontable et ne pesant que 45 Kg, était du type Farman, intégrant un train de pignons épicycloïdal qui mettait, comme sur les moteurs en étoile, l'arbre d'hélice dans le prolongement du vilebrequin.
La série 12N a été développée en 12Y (Type HS 73), moteur pourvu de réducteur et suralimententation lancé en 1932, pendant que les mêmes perfectionnements apportés au 12M en firent le 12X (HS 72).

## Histoire opérationnelle
Un Hispano-Suiza 12Nb a propulsé le Breguet XIX Point d'Interrogation lors du premier vol sans escale de Paris à New York en septembre 1930. Il s'agissait du premier vol d'est en ouest entre l'Europe et les États-Unis.
Au début des années 1930, des moteurs 12N équipaient les hydravions assurant les routes françaises de l'Atlantique et de l'Afrique.
Le gouvernement suisse, sous la forme du KTA (Kriegstechninischen Abteilung ou War Technical Department) a acheté des licences de construction pour le 12Nb et en 1932, quatre-vingts unités ont été construites par l'usine de camions Saurer.
Un Hispano-Suiza 12NS Special équipait le Bernard H.V-41, un hydravion de course conçu par la Société des Avions Bernard afin de participer à la Coupe Schneider de 1929.

## Variantes

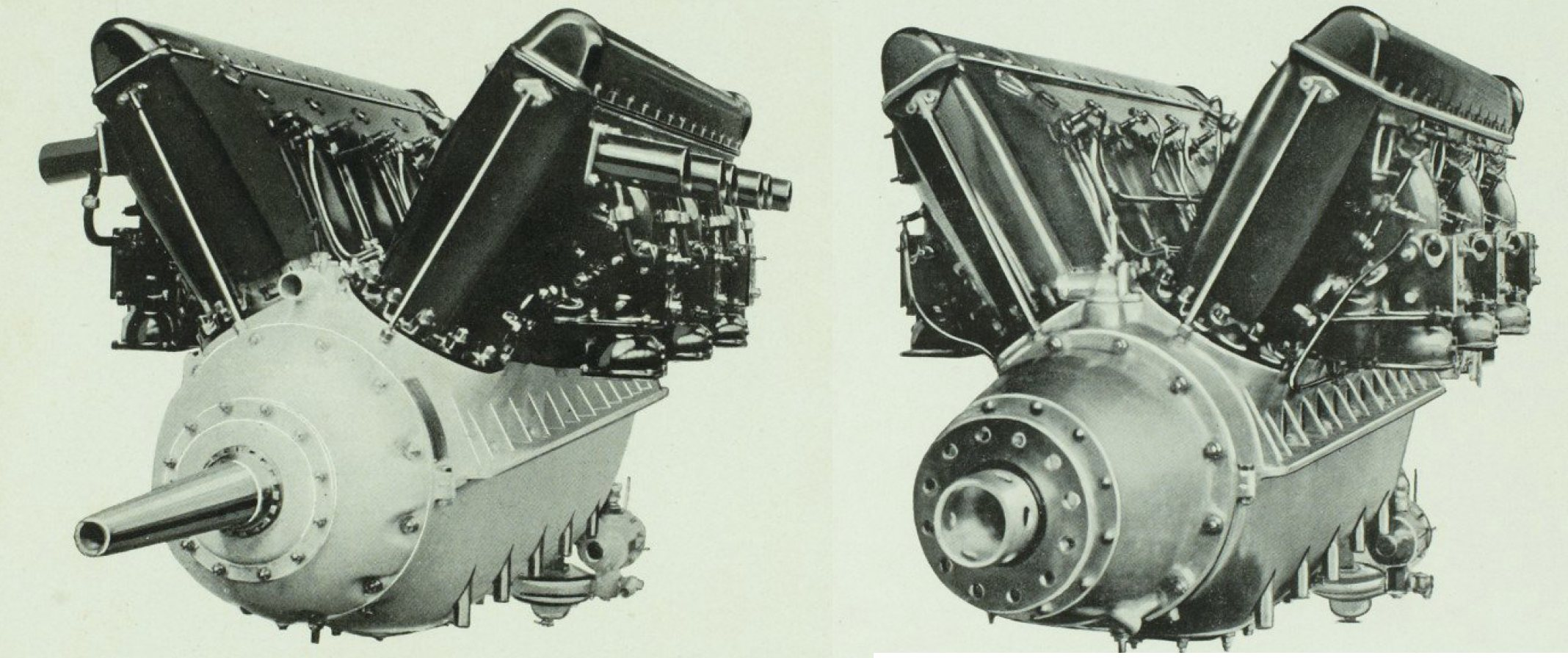
Hispano-Suiza 12Nb et 12Nbr (notice moteur NBB 28)

12Nb/650
Taux de compression 6,2, puissance maximale 478 kW (650 ch) à 2 100 tr/min.
12Nbr/650
Taux de compression 6,2, puissance maximale 478 kW (650 ch) à 2 100 tr/min. Réducteur d'hélice de rapport 2:1 ou 1,61:1.
12Ns
Taux de compression 7, puissance nominale 670 kW (900 ch) à 2 200 tr/min. Pour la Coupe Schneider 1928.
12Nsr
Taux de compression 10, puissance nominale 745 kW (1000 ch) à 2 400 tr/min. Pour Coupe Schneider 1931. Compresseur Farman.
12Nc
Taux de compression 6,2, puissance nominale 533 kW (715 ch) à 2 000 tr/min. Pour le Ford 14A Trimotor.
12Ncr

12Ndr
Hélice à pas commandé électriquement, tournant dans le sens inverse des aiguilles d'une montre (1935).
12Ner
Comme 12Ndr, modifié avec embiellage à bielles maîtresses et biellettes.
12Nfr
Comme Ndr, rotation dans le sens des aiguilles d'une montre.
12Ngr
Comme Ner, tournant dans le sens des aiguilles d'une montre.

## Applications
- Amiot 130
- Amiot 140
- Avia B-34 (en)
- Bernard H.V.41[9]
- Bernard H.V.42[9]
- Bernard 80 & 81[9]
- Bernard H.V-220[9]
- Blériot 5190[10]
- Breguet XIX Point d'Interrogation[11]
- Breguet 330[12]
- CAMS 58.3[13]
- Couzinet 70 (en)[14]
- Farman F.302 (en)[15]
- Latécoère 28[16]
- Latécoère 290[17]
- Latécoère 300 and 301[18]
- Latécoère 381 (en)[19]
- Latécoère 440 (en)[20]
- Latécoère 490[21]
- Latécoère 521[22]
- Letov Š-616 (en)[23]
- Levasseur PL.14[24]
- Levasseur PL.15[24]
- Lioré et Olivier LeO 25.8[25]
- Westland Wapiti IV (non certain)[26]

## Caractéristiques
Source :
Caractéristiques générales 12Ycrs
- Type : moteur à refroidissement liquide, V12 à 60°, non suralimenté
- Alésage : 150 mm
- Course : 170 mm
- Cylindrée : 36,05 l
- Longueur : 1 823 mm (12Nb), 1 979 mm (12Nbr)
- Largeur : 800 mm
- Hauteur : 1 034 mm
- Masse à sec : 520 kg

Composants
- Distribution : une soupape d'admission et une soupape d'échappement par cylindre, soupapes en ligne actionnées directement par un arbre à cames en tête unique dans chaque banc de cylindre, via un plateau cranté pour le réglage des jeux.
- Compresseur : néant (moteur non suralimenté).
- Système d'alimentation en carburant : six carburateurs Solex, réchauffés par prélèvement sur l'échappement.
- Carburant : essence d'indice d'octane 85.
- Système de refroidissement : par eau.

Performances
- Puissance développée :
  - 650 ch (480 kW) à 2 000 tr/min
- Puissance spécifique : 13,25 kW/l
- Taux de compression : 6,2:1
- Consommation spécifique : 328 g/kWh
- Consommation d'huile : 11 g/kWh
- Puissance massique : 0,92 kW/kg
- Rapport de réduction : prise directe (12Nb), 1:2 ou 1:1,61 (12Nbr)